# سيكو بيرثي
سيكو بيرثي (بالفرنسية: Sekou Berthé)‏ هو لاعب كرة قدم مالي في مركز قلب الدفاع، ولد في 7 أكتوبر 1977 في باماكو في مالي. شارك مع منتخب مالي لكرة القدم. أما مع النوادي، فقد لعب مع نادي بانيونيوس ونادي برسبوليس ونادي بليموث أرجايل ونادي تروا ونادي تور ونادي دجوليبا ونادي موناكو ووست بروميتش ألبيون.

## وصلات خارجية
- سيكو بيرثي على موقع رابطة كرة القدم الفرنسية للمحترفين (الإنجليزية)
- سيكو بيرثي على موقع قاعدة بيانات كرة القدم.إي يو (الإنجليزية)
- سيكو بيرثي على موقع ناشيونال فوتبول تيمز (الإنجليزية)
- سيكو بيرثي على موقع Soccerway.com (الإنجليزية)
- سيكو بيرثي على موقع عالم كرة القدم.نت (الإنجليزية)